# Imad Moughniyah
Imad Fayez Mougniyah ou Mughniyeh (arabe : عماد فايز مغنية), né le 7 décembre 1962 à Tayr Debba (Liban) et mort le 12 février 2008 à Kafr Souseh, dans le gouvernorat de Damas (Syrie) est un des fondateurs et des plus hauts dirigeants du Hezbollah.
Proche de la cause palestinienne, il rejoint d'abord le Fatah, puis participe à la fondation du Jihad islamique (qui deviendra ultérieurement le Hezbollah en fusionnant avec d'autres mouvements) à la suite de l'invasion israélienne du Liban en 1982. Il est accusé de nombreuses attaques dont l'attentat-suicide contre l'ambassade des États-Unis à Beyrouth, l'attentat contre un centre communautaire juif à Buenos Aires, le détournement du Boeing TWA 847, l'attentat à la bombe contre l'ambassade d’Israël en Argentine, l'attaque contre l'ambassade de France au Koweït, et l’assassinat du sociologue français Michel Seurat.
Lors de juillet 2006, pendant la guerre des 33 jours, il commande les forces du Hezbollah contre Tsahal avec l'aide de Hassan Nasrallah et Qassem Soleimani.
Ennemi juré d’Israël, adversaire des Occidentaux, inculpé pour terrorisme en Argentine, placé sur la liste des hommes les plus dangereux du monde par le FBI, il est recherché par plusieurs services de renseignement et par Interpol.
Il est tué le 12 février 2008 à Damas, en Syrie, par l'explosion d'une bombe dans son véhicule. Il s'agirait d'une opération du Mossad avec un appui de la CIA,,.

## Biographie

### Enfance
Imad Moughniyah est né en 1962 à Tayr Dibba, un village chiite du sud du Liban. Il est le fils aîné d'une famille paysanne pauvre.
Sa famille déménage à Beyrouth alors qu'il est âgé de dix ans.

### Guerre civile libanaise
La guerre civile, qui éclate en 1975 alors qu'il est âgé de treize ans, amène Imad Moughniyah à commencer à se politiser et à sympathiser avec la cause palestinienne. En 1979, il s’inscrit à l’école d’ingénieurs de l’Université américaine de Beyrouth et approfondit sa politisation dans un contexte de révolution en Iran et de divisions sectaires de plus en plus profondes au Liban. Mughniyeh et son cousin Moustapha Badr ed-Dine rejoignent le mouvement de résistance palestinien Fatah, expulsé de Jordanie après le Septembre noir de 1970. Considéré comme courageux et très bon combattant, il intègre tout comme son cousin la Force 17, une unité d'élite du Fatah chargée, entre autres choses, de la protection de Yasser Arafat. Il travaille notamment comme garde du corps de Arafat.
Après l'invasion israélienne du Liban en 1982, Imad Moughniyeh est présenté par Anis Naccache au diplomate iranien Ahmad Motevaselian à Beyrouth. Ce dernier l'envoie à Téhéran où il noue des liens avec des membres du Corps des gardiens de la révolution islamique, qui souhaite alors recruter des militants chiites libanais désireux d’étendre la révolution au Proche-Orient.
De retour au Liban, il participe à la fondation du Jihad islamique dont les membres bénéficient d'une formation miliaire dispensée par les Gardiens de la révolution. Il combat alors les troupes américaines, qui avaient été déployées au Liban dans le cadre d'une force internationale de maintien de la paix mais qui étaient accusées de soutenir l'armée israélienne et les Forces libanaises, des milices chrétiennes d’extrême droite. Le Jihad islamique intensifie ses attaques après le massacre de Sabra et Chatila en septembre 1982, lorsque les Forces libanaises attaquèrent un camp de réfugiés palestiniens et y massacrèrent au moins 1 700 personnes avec la complicité de l'armée israélienne.
En avril 1983, une camionnette transportant 180 kilos d'explosifs détruisit l'ambassade américaine à Beyrouth, tuant 63 personnes, dont Robert Ames, le chef de la division Proche-Orient de la CIA. L'attaque fut suivie en octobre par des attentats simultanés au camion piégé contre les casernes des Marines américains et des parachutistes français dans le sud de Beyrouth, tuant 241 soldats américains et 58 soldats français. Selon la CIA, ces attaques ont été planifiées par Mughniyeh. En représailles, la CIA fait exploser une voiture piégée devant la résidence du cheikh Mohammad Hussein Fadlallah, un éminent dignitaire chiite libanais. L'attentat a tué 80 personnes, dont le frère de Mughniyeh.
En juin 1985, Imad Mughniyeh et trois autres personnes détournent le Vol TWA 847 et négocient la libération de 700 prisonniers détenus par Israël ainsi que de son cousin Badr al-Din, emprisonné au Koweït pour avoir organisé l’attentat contre l’ambassade américaine dans ce pays en 1983.
Par la suite, il organise avec son groupe une série d'enlèvements contre des Occidentaux au Liban, dont ceux de William Buckley, le chef de la station de la CIA à Beyrouth, et du colonel américain Rich Higgins. En octobre 1985, plusieurs diplomates soviétiques sont également victimes d'enlèvements. En réaction, selon un journal israélien, l'Union Soviétique aurait envoyé sur place une équipe du KGB qui identifie Imad Mughnieh comme le preneur d'otages. Les tueurs du KGB auraient enlevé un membre de la famille Mughnieh, avant de lui tirer une balle dans la tête et d'envoyer ses testicules au siège du Hezbollah, avec un message avertissant que si les diplomates ne sont pas relâchés, d'autres suivront, . Le journaliste Robert Fisk, qui cherchait à obtenir la libération d'un de ses confrères détenu prisonnier, le rencontre à cette occasion. 

### Un coordinateur clé
Recherché activement par les services israéliens, américains et français, il se réfugie en Iran vers la fin des années 1980. Parlant couramment le Farsi, il collabore avec les responsables du Ministère du Renseignement et de la sécurité avant de devenir le chef des opérations extérieures du Hezbollah.
Il joue un rôle majeur de coordination dans l'alliance entre l'Iran, la Syrie et le Hezbollah.
En 1992, Imad Mughnieh commandite l'attentat contre l'ambassade d’Israël en Argentine, faisant 30 victimes. La justice argentine accuse le Hezbollah d’être derrière l'attentat. En 1994, deux hommes sous l'ordre direct de Imad Mughnieh, Yousef al-Jouni et Abu Foul, sont arrêtés à Bangkok par la police thaïlandaise pour avoir tenté de faire exploser l'ambassade d’Israël. La même année, un centre de la communauté juive à Buenos Aeres est frappé par un attentat à la bombe préparé par Imad Mughnieh , tuant 85 personnes et faisant des centaines de blessés.
Le 21 décembre 1994, le Mossad organise un attentat contre un magasin du sud de Beyrouth appartenant à son cousin et où lui-même était soupçonné de se cacher. Quatre personnes sont tuées, dont son cousin et trois passants.
Entre 1995 et 2006, Mughniyeh voyage régulièrement entre Téhéran, Damas et Beyrouth sous une fausse identité. Il ne se rend presque jamais dans son village natal. En juillet 2006, lors de la guerre des 33 jours, c'est lui qui commande les troupes du Hezbollah contre Tsahal avec l'aide du Général Qassem Soleimani.
En 2008, Moughnieh se trouve à Damas, où il est protégé par les services de renseignements de Bachar el-Assad. Il dispose de gardes du corps armés et il emprunte rarement le même itinéraire. Il vit sous une fausse identité et travaille officiellement comme chauffeur pour l'ambassade d'Iran.  

### Mort
Le 12 février 2008, peu après à 22 h 45, il est tué par l'explosion d'une bombe posée dans son SUV — une Mitsubishi Pajero — à Damas,,. Sa mort a lieu dans le quartier de Kfar Sousa, à quelques pas d'un siège des renseignements syriens. Il s'agirait d'un assassinat du Mossad avec un soutien logistique de la CIA, les États-Unis ayant aussi intérêt à sa disparition puisqu'Imad Moughniyeh soutenait des milices chiites en Irak en guerre contre les troupes américaines,,,,
Le gouvernement syrien, qui niait publiquement qu'il protégeait Imad Moughniyeh, confirme sa mort dans un communiqué et dénonce « un acte terroriste ». Le Hezbollah accuse immédiatement Israël d'avoir assassiné Imad Moughniyeh. Israël nie avoir toute responsabilité. L'ex-premier ministre israélien Ehud Olmert reconnaîtra en 2024 avoir commandité son assassinat . Le gouvernement américain estime que le monde se portera mieux sans lui.
L’assassinat de Imad Moughniyeh entraîne la colère du Hezbollah, qui accuse la Syrie d'incompétence et s'en prend au général Assef Chaoukat, beau-frère de Bachar el-Assad, chargé de la sécurité personnelle de Moughniyeh. En représailles, Hassan Nasrallah exigea qu'aucun représentant du pouvoir syrien ne soit convié à ses funérailles à Beyrouth. L'Iran envoie son ministre des Affaires étrangères, pour essayer de calmer le jeu entre ses alliés.
L'enterrement d'Imad Moughniyeh rassemble des milliers de personnes dans la banlieue sud de Beyrouth en présence du chef de la diplomatie iranienne Manoutchehr Mottaki. Le Président de la République Islamique Mahmoud Ahmadinejad qualifie Moughniyeh de « source de fierté pour tous les croyants » Selon un diplomate occidental à Beyrouth, la mort de Moughniyah est un sérieux coup porté au Hezbollah  et « implique une pénétration du mouvement au plus haut niveau». La mort de Moughniyeh entraine la promesse de Hassan Nasrallah d'une vengeance contre les Israéliens,. Ce serait le principal motif derrière l'attentat de Bourgas en Europe.
Imad Moughniyah était père de trois enfants. L'un d'eux, devenu lui aussi membre du Hezbollah, est tué le 19 janvier 2015 dans un raid d’hélicoptère israélien dans la province syrienne de Quneitra.
Lors de sa visite au Liban en 2017, Mohamed Javad Zarif, ministre iranien des Affaires étrangères dépose une gerbe de fleurs sur la tombe d'Imad Moughniyeh. En 2018, le général Qassem Soleimani, décrit Imad Moughniyeh comme un martyr de l'Islam et promet que sa mort sera vengée par l'élimination de l’État d’Israël. Des révélations ultérieures indiquent que le matin de sa mort, Imad Moughniyeh avait été observé à côté de sa voiture piégée en compagnie du général iranien par le Mossad, qui a dès lors envisagé de tuer d'un seul coup ces deux ennemis d'Israël. Mais le Premier ministre israélien Ehud Olmert s'y oppose car le gouvernement américain avait conditionné son aide matérielle et logistique à l'assassinat d'Imad Moughniyeh, à ce qu'il n'y ait aucune autre victime. Ironiquement, c'est par une frappe américaine le prenant pour cible que Qassem Soleimani est à son tour tué en Irak en janvier 2020.